# أوتوماتية (علم السموم)
يشير مصطلح "الأوتوماتية" أو "التلقائية" أو "الذاتية التلقائية"، في علم السموم، إلى الميل إلى تناول عقار ما مراراً وتكراراً، ونسيان كل مرة أن قد تم تناول الجرعة بالفعل. وقد يؤدي هذا إلى جرعة زائدة تراكمية. ومن الأمثلة على ذلك الباربيتورات التي كانت تستخدم في السابق بشكل شائع كعقاقير منومة. ومن بين المنومات الحالية، قد تظهر البنزوديازيبينات، وخاصة الميدازولام، تلقائية ملحوظة، ربما من خلال تأثير فقدان الذاكرة التقدمي الداخلي. ومن المعروف أن الباربيتورات تسبب فرط الحساسية للألم، أي تفاقم الألم والأرق بسبب الألم، وإذا تم استخدام الباربيتورات، فإن المزيد من الألم والمزيد من الارتباك يتبع ذلك مما يؤدي إلى أتمتة الدواء وأخيراً الانتحار "الزائف". سيطرت مثل هذه التقارير على الأدبيات الطبية في الستينيات والسبعينيات؛ وهو السبب الذي أدى إلى استبدال الباربيتورات بالبنزوديازيبينات عندما أصبحت متاحة.